# Малинська вулиця (Київ)
Ма́линська ву́лиця — вулиця у Святошинському районі міста Києва, місцевість Новобіличі. Пролягає від проспекту Академіка Палладіна і вулиці Генерала Наумова до кінця забудови.
Прилучається Рубежівський провулок. Залізницею Київ — Коростень поблизу з. п. Новобіличі вулиця розділена на дві частини, між якими немає наскрізного проїзду.

## Історія
Малинська вулиця виникла у 1-й половині ХХ століття під назвою 391-а Нова. Сучасна назва — з 1944 року, на честь м. Малин у Житомирській області.

## Зображення

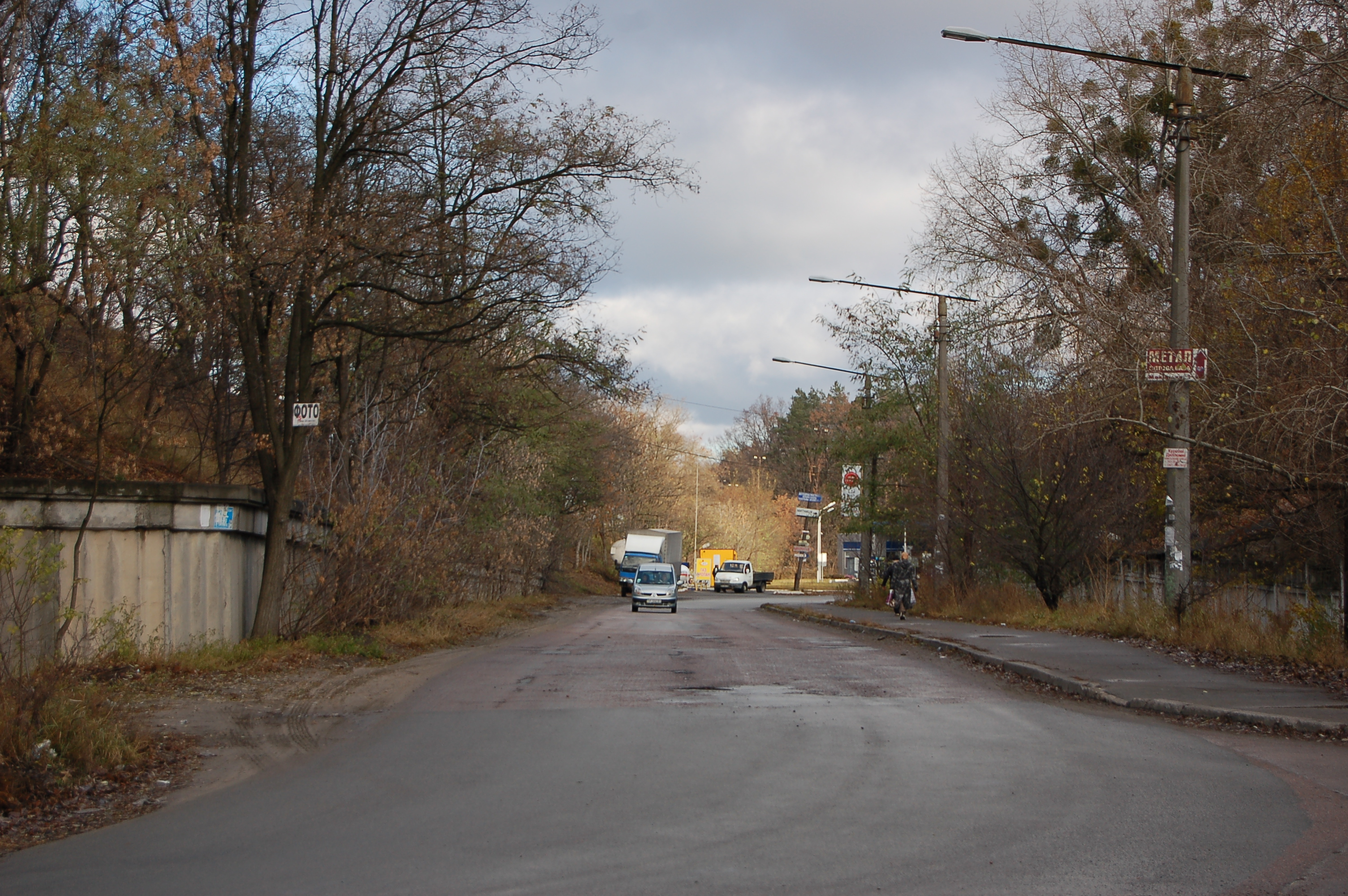